# ローマ国際映画祭
ローマ国際映画祭（ローマこくさいえいがさい、Festival Internazionale del Film di Roma）は、イタリアのローマで2006年より毎年開催されている映画祭である。「ローマで初の本格的な映画祭」とされる。2012年からはマルコ・ミュラーが芸術監督を務めている。